# Грбови рејона Вороњешке области
Грбови рејона Вороњешке области обухвата галерију грбова административних јединица руске области — Вороњешке области, са статусом градских округа и рејона, те њихове историјске грбове (уколико их има).
Већина грбова настала је након успостављања Руске Федерације и Вороњешке области, као њеног саставног субјекта.

## Грбови округа и рејона
- 1 — Грб рејона 
 Анински
- 2 — Грб рејона 
 Бобровски
- 3 — Грб рејона 
 Богучарски
- 4 — Грб рејона 
 Бутурлиновски
- 5 — Грб рејона 
 Верхњемамонски
- 6 — Грб рејона 
 Верхњехавски
- 7 — Грб рејона 
 Воробјевски
- 8 — Грб рејона 
 Грибановски
- 9 — Грб рејона 
 Калачејевски
- 10 — Грб рејона 
 Каменски
- 11 — Грб рејона 
 Кантемировски
- 12 — Грб рејона 
 Каширски
- 13 — Грб рејона 
 Лискински
- 14 — Грб рејона 
 Нижњедевичи
- 15 — Грб рејона 
 Новоусмански
- 16 — Грб рејона 
 Новохопјорски
- 17 — Грб рејона 
 Ољховатски
- 18 — Грб рејона 
 Острогошки
- 19 — Грб рејона 
 Павловски
- 20 — Грб рејона 
 Панински
- 21 — Грб рејона 
 Петропавловски
- 22 — Грб рејона 
 Поворински
- 23 — Грб рејона 
 Подгоренски
- 24 — Грб рејона 
 Рамонски
- 25 — Грб рејона 
 Репјовски
- 26 — Грб рејона 
 Росошански
- 27 — Грб рејона 
 Семилушки
- 28 — Грб рејона 
 Таловски
- 29 — Грб рејона 
 Терновски
- 30 — Грб рејона 
 Хохољски
- 31 — Грб рејона 
 Ертиљски